# Liu Lianman
Liu Lianman (chinois : 刘连 满 ; pinyin : Liú liánmǎn), né à Ninghe (province du Hebei, en Chine) en décembre 1933 et mort à Harbin (province du Heilongjiang, en Chine) le 27 avril 2016, est un alpiniste chinois, connu sous le surnom d'« échelle humaine du mont Everest ».

## Biographie
Liu Lianman naît dans le comté de Ninghe, (Hebei, maintenant partie de Tianjin) en 1933.

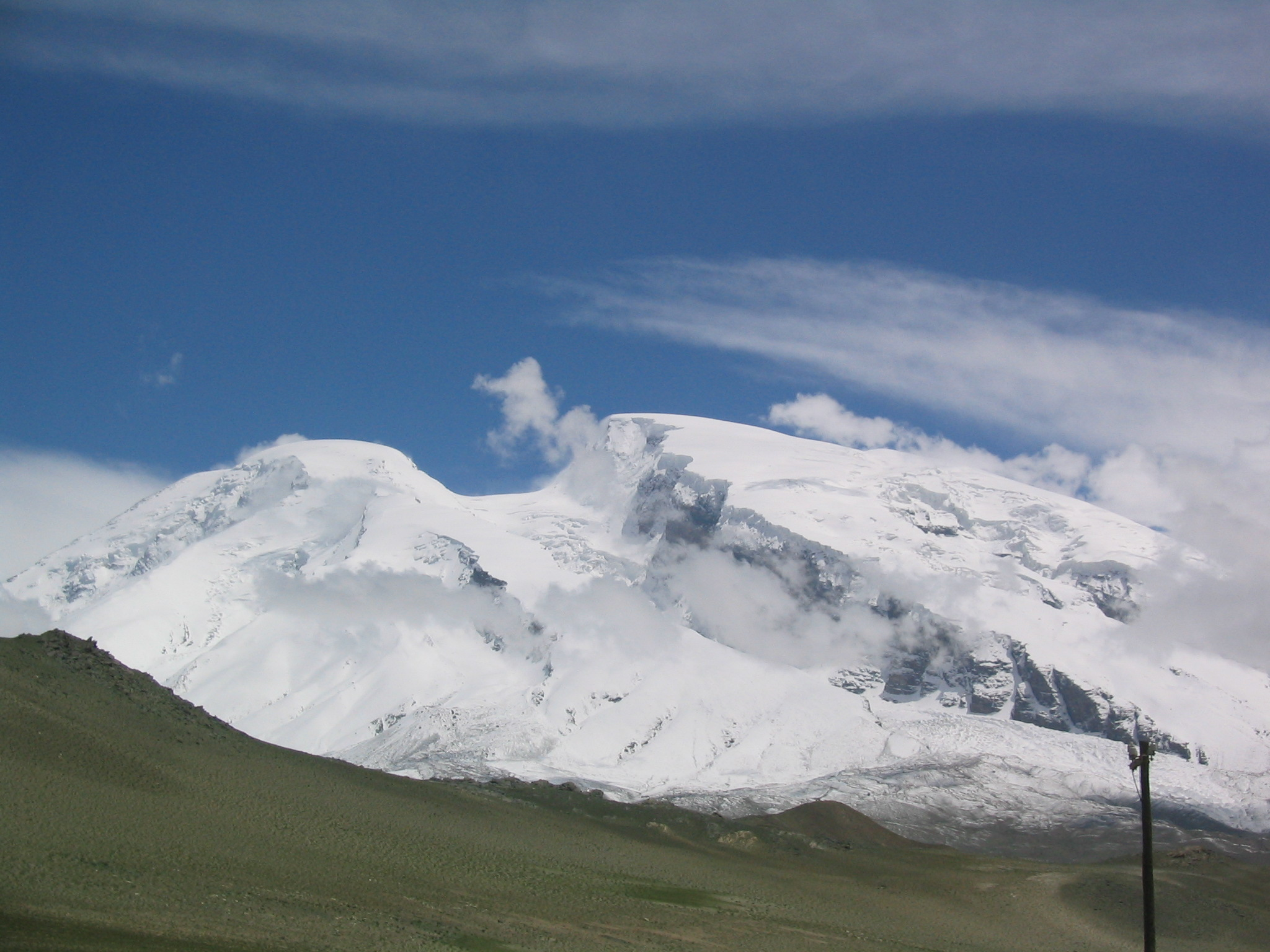
Vue du Mustagh Ata.

Il est sélectionné dans l'équipe chinoise d'alpinisme en 1955. S'entraînant en Union soviétique, il y gravit l'Elbrouz en 1956 et, le 6 avril de la même année, avec une expédition russo-chinoise, il vainc le Mustagh Ata (7 546 m d'altitude). Il est l'un des premiers Chinois à atteindre le sommet du mont Gongga en juin 1957.
En mai 1960, Liu et ses coéquipiers Wang Fuzhou, Qu Yinhua et Gongbu (en) se lancent dans l'ascension de l'Everest par l'arête Nord. Liu est volontaire pour servir d'échelle humaine lorsque l'équipe atteint le second ressaut, ce qui permet à ses coéquipiers d'être les premiers à atteindre le sommet du mont Everest par la face Nord. Bien que n'ayant pas atteint le sommet, il est surnommé l'« échelle humaine du mont Everest » et a reçu la médaille d'honneur des sports nationaux.